# Asser Stenbäck

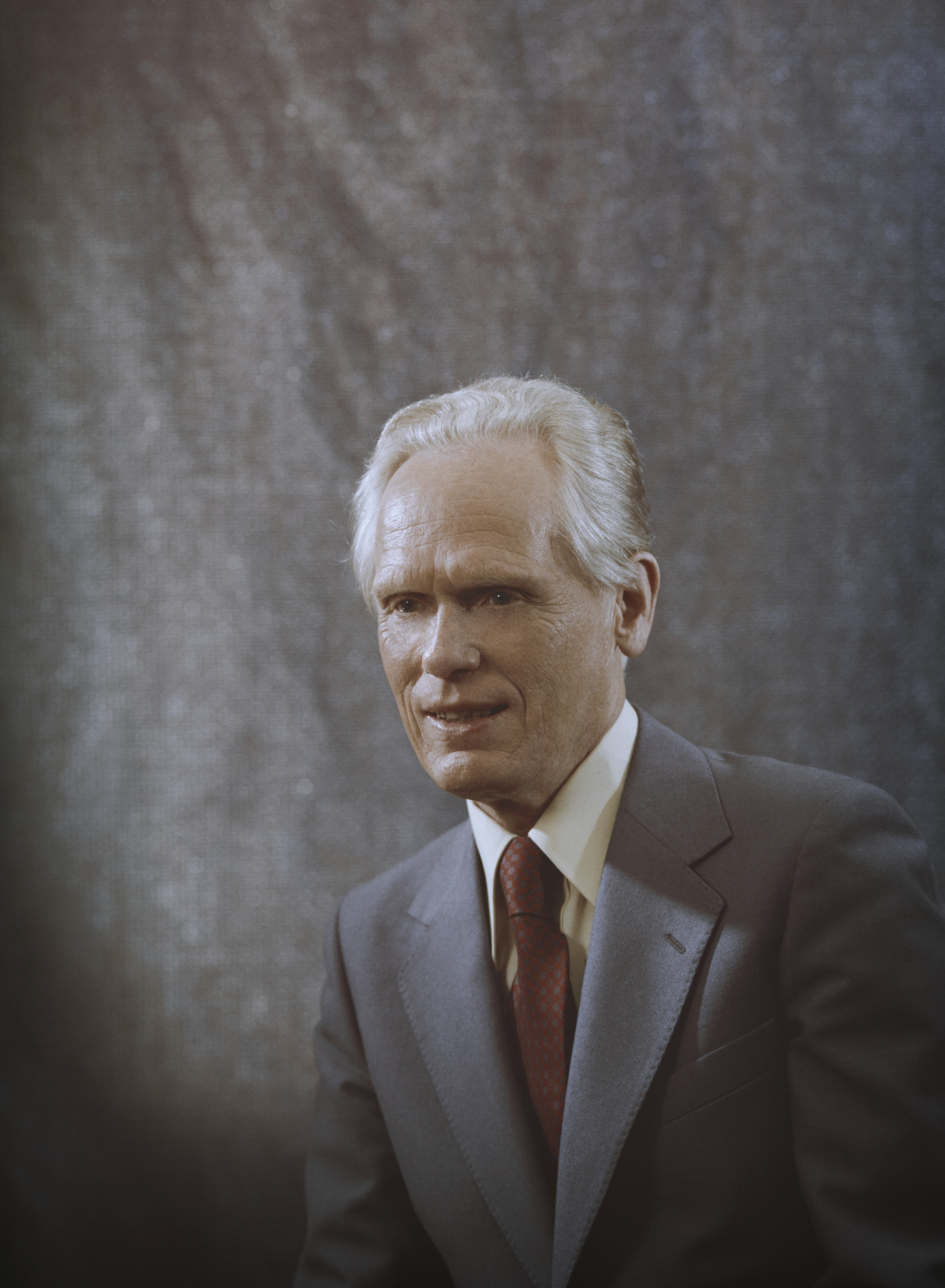
Asser Stenbäck år 1979.

Asser Immanuel Stenbäck, född 10 april 1913 i Kelviå, död 5 februari 2006 i Helsingfors, var en finländsk präst och psykiater. Han var far till Marianne Stenius.
Stenbäck prästvigdes 1935 och var därefter verksam i olika finlandssvenska församlingar till 1947. Han verkade från 1949 inom psykiatrin i Helsingfors, blev 1954 medicine och kirurgie doktor på avhandlingen Headache and Life Stress, 1957 ledande överläkare vid Hesperia sjukhus och 1965 professor i psykiatri vid Åbo universitet och var 1967–76 biträdande professor vid Helsingfors universitet. 
Stenbäck anslöt sig 1971 till Finlands kristliga förbund och var 1979–83 riksdagsledamot. Han medverkade bland annat till stiftandet av det så kallade uppmaningsförbudet 1971 ("lex Stenbäck"), enligt vilket det blev förbjudet att i Finland offentligt uppmuntra till homosexualitet (upphävt först 1999).